# Gerald von Aurillac

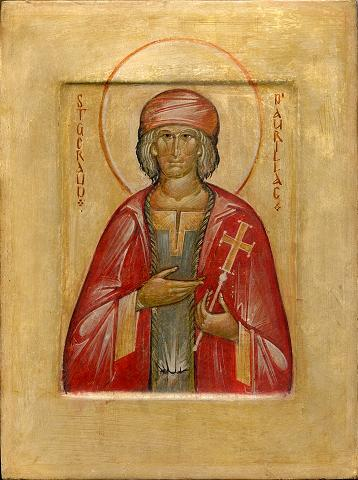
Ikone des Gerald von Aurillac

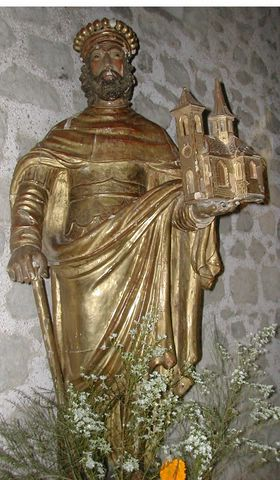
Statue des Gerald von Aurillac

Gerald von Aurillac (franz. Géraud d’Aurillac), (* um 855 in der Burg Saint-Étienne in Aurillac; † 13. Oktober 909 in Cezeinac, Quercy (nach anderer Meinung in Pousthomy, Aveyron)) ist ein Heiliger der Römisch-katholischen Kirche, aber auch anderer christlicher Konfessionen. Er ist einer von nur wenigen mittelalterlichen Heiligen, die niemals ein kirchliches Amt bekleidet haben.

## Herkunft
Gerald von Aurillac war der Sohn von Géraud, Seigneur d’Aurillac, und der ebenfalls heiliggesprochenen Adaltrude. Durch seine Mutter war er ein Nachfahre von Aredius von Limoges und Caesarius von Arles (beide lebten im 6. Jahrhundert).

## Leben
Gerald von Aurillacs Leben ist vor allem durch die zeitnahe Beschreibung Odo von Clunys bekannt, die Vita Geraldi Auriliacensis aus den Jahren 930/931. Dort wird mitgeteilt wie Herzog Wilhelm der Fromme (reg. 909–918) Gerald aufforderte, die militia regia, den Dienst beim König Karl dem Einfältigen (reg. 898–922) zu verlassen und ihm, Wilhelm, zu huldigen. Gerald, der kurz zuvor den Grafentitel erhalten hatte (obwohl Aurillac keine Grafschaft war), lehnte ab, da er es vorzog, am Lehnseid gegenüber dem schwachen und weit entfernten König festzuhalten.
Nach Odo war Gerald ein kränkliches Kind, zudem durch Akne entstellt, weswegen seine Eltern ihn auf ein kirchliches Leben vorbereiteten, sollte er sich für ein weltliches Leben ungeeignet erweisen. In späteren Jahren erblindete er zudem. Gerald zog die Gründung eines Mönchsordens in Betracht, wurde aber von seinem Freund Gausbert, dem späteren Bischof von Rodez, davon abgebracht mit der Begründung, dass er aufgrund seiner sozialen Stellung als Laie mehr bewirken könne.
Gerald gründete auf seinem Besitz in Aurillac im Jahr 899 eine Abtei, in deren Kirche er auch bestattet wurde, nachdem er in Cezeinac gestorben war, einem Ort, der zu seinem Besitz gehörte, dessen Kirche dem heiligen Quiricus (Saint Cirice) geweiht war, der aber bislang nicht eindeutig identifiziert werden konnte; als wahrscheinlich gilt das 50 km von Aurillac entfernte Saint-Cirgues (Lot).

## Verehrung
Gerald von Aurillac, der als Beispiel eines zölibatär lebenden christlichen Aristokraten gilt, ist der Schutzpatron der Grafen und Junggesellen, über Odo von Clunys Vita hinaus auch der Schutzpatron der Körperbehinderten, zudem der Patron der oberen Auvergne. Mehrere Kirchen, vor allem in der Auvergne, tragen sein Patrozinium; sein Gedenktag ist der 13. Oktober.

## Darstellung
Gerald von Aurillac wurde nur selten dargestellt. Auf zwei bekannten Darstellungen trägt er eine Kirche in seiner Hand, was ihn als Stifter oder als Gründer ausweist.  